# Bettina Jungklaus
Bettina Jungklaus (geb. 1965 in Mailand) ist eine deutsche Anthropologin und Osteologin.

## Leben
Bettina Jungklaus legte 1985 an der Bettina-von-Arnim-Oberschule Berlin das Abitur ab. 1986–1994 studierte sie Biologie mit Schwerpunkt Anthropologie an der Freien Universität Berlin, mit der Abschlussarbeit Die Skelette aus Staaken – ein Beispiel für eine dörfliche Bevölkerung des 14.–18. Jahrhunderts.
Ab 1994 war sie freiberuflich als Anthropologin tätig. 1995 bis 2008 lehrte Bettina Jungklaus an der Freien Universität Berlin und der Universität Greifswald. Zugleich war sie 1999 bis 2004 wissenschaftliche Mitarbeiterin am Institut für Biologie in der Arbeitsgruppe Humanbiologie und Anthropologie an der Freien Universität Berlin. 2003 ermöglichte ihr das Projekt der Deutschen Forschungsgemeinschaft „Tell Schech Hamad“ einen zweimonatigen Forschungsaufenthalt in Syrien. Von 2007 bis 2011 arbeitete Bettina Jungklaus als Wissenschaftlerin am Brandenburgischen Landesamt für Denkmalpflege und im Archäologischen Landesmuseum, unter anderem in dem von der Deutschen Forschungsgemeinschaft geförderten Projekt „Untersuchungen zu Lebensbedingungen, Siedlungsdynamik und menschlicher Ernährungsweise mittelalterlicher ländlicher Siedlungen in Brandenburg“, das von Mai 2013 bis April 2014 verlängert wurde. Mit der Arbeit „Die Krankheitsbelastung der mittelalterlichen und frühneuzeitlichen Kinderpopulation von Tasdorf (Ldk. Märkisch-Oderland) – Ergebnisse der osteologischen-paläopathologischen Untersuchungen“ erlangte Bettina Jungklaus 2009 ihren Doktorgrad an der Freien Universität Berlin. 2012 arbeitete sie fünf Monate als Wissenschaftlerin am Landesamt für Kultur und Denkmalpflege Mecklenburg-Vorpommern. Sie war Lehrbeauftragte an der Hochschule für Technik und Wirtschaft Berlin und der Universität Potsdam. Von Oktober bis Dezember 2015 arbeitete Bettina Jungklaus im Forschungsprojekt: „Medieval space and population“ an der Humboldt-Universität Berlin. Dabei untersuchte sie die Skelette vom Petrikirchplatz in Berlin mit den Methoden des Museum of London. Von August bis Dezember 2016 arbeitete sie als Anthropologin am Landesamt für Kultur und Denkmalpflege Mecklenburg-Vorpommern.
Bettina Jungklaus betreibt freiberuflich ein Büro für anthropologisch-archäologische Untersuchungen in Berlin. Dabei untersuchte sie zahlreiche Gräberfelder und Friedhöfe im Raum Berlin, Brandenburg, Niedersachsen und Franken.

## Veröffentlichungen (Auswahl)
- Was Skelettfunde vom Thomaskirchhof über den mittelalterlichen Alltag erzählen. In: Volker Rodekamp, Regina Smolnik (Hrsg.): 1015. Leipzig von Anfang an: Begleitband zur Ausstellung des Stadtgeschichtlichen Museums Leipzig 20. Mai – 25. Oktober 2015. Leipzig 2015, ISBN 978-3-910034-76-1, S. 131–137.
- Anthropologische Untersuchungen an den Skelettfunden vom Stralsunder Dominikanerkloster. In: Archäologische Gesellschaft für Mecklenburg-Vorpommern (Hrsg.): Archäologische Berichte aus Mecklenburg-Vorpommern. Band 20, 2013, ISSN 0946-512X, S. 166–183.
- Ein Beitrag zur Ernährung der Westslawen – Ergebnisse paläodontologischer Untersuchungen an Skeletten des 10. bis 13. Jhs. aus Nordostdeutschland. In: Felix Biermann (Hrsg.): Soziale Gruppen und Gesellschaftsstrukturen im westslawischen Raum: Beiträge der Sektion zur slawischen Frühgeschichte des 20. Jahrestagung des Mittel- und Ostdeutschen Verbandes für Altertumsforschung in Brandenburg (Havel), 16. bis 18. April 2012. Langenweißbach 2013, ISBN 978-3-941171-85-5, S. 203–210.
- Soziale Gliederung der spätmittelalterlichen Stadtbevölkerung im Spiegel der Bestattungsplätze und anthropologischer Untersuchungen. In: Mitteilungen der Deutschen Gesellschaft für Archäologie des Mittelalters und der Neuzeit. Band 25, 2013, ISSN 1619-1439, S. 105–116 (uni-heidelberg.de [PDF]).
- "Totenfeuer" und andere Brandriten in spätslawischen Körpergräbern Nordostdeutschlands. In: Immo Heske (Hrsg.): "Landschaft, Besiedlung und Siedlung": archäologische Studien im nordeuropäischen Kontext; Festschrift für Karl-Heinz Willroth zu seinem 65. Geburtstag. Neumünster 2013, ISBN 978-3-529-01533-5, S. 491–500.
- “Save us from want and famine” – A contribution to the reconstruction of diet in Brandenburg during the high medieval to early modern time. In: Gisela Grupe (Hrsg.): Morphological and biomolecular analyses of bones and teeth: unveiling past diet, health, and environmental parameters. Rahden 2011, ISBN 978-3-89646-624-2, S. 67–86.
- Mangelerkrankungen an Kinderskeletten im Mittelalter und der frühen Neuzeit in Brandenburg. In: Ulrich Klein (Hrsg.): Küche, Kochen, Ernährung: Archäologie, Bauforschung, Naturwissenschaften; Tagung Schwäbisch Hall, 6. bis 8. April 2006. Paderborn 2007, S. 287–290.
- Altstadt Brandenburg an der Havel, Mühlentorstraße 16: Kietzer oder Kranke? Ein Friedhof aus der Zeit der Stadtgründung. In: Veröffentlichungen zur brandenburgischen Landesarchäologie. Band 38. Brandenburgisches Landesamt für Denkmalpflege und Archäologisches Landesmuseum, Wünsdorf 2004, OCLC 73659536, S. 155–164.
- Grabungen in der Mühlentorstraße 16 der Brandenburger Altstadt - Entdeckungen eines Friedhofs aus der Zeit der Stadtgründung. In: Historischer Verein Brandenburg [Havel] e. V. (Hrsg.): 10. Jahresbericht 2000 – 2001. Brandenburg an der Havel 2001, OCLC 183369573, S. 65–67.